# L'Atelier Mastodonte
L'Atelier Mastodonte est une série de bande dessinée collective créée et publiée depuis 2011. L'idée de la série vient de Lewis Trondheim, mais le nom vient de Yoann. Elle consiste en des gags d'une demi-planche réalisés par différents dessinateurs racontant le quotidien d'un atelier fictif de bande dessinée dont ils font partie. La composition de l'atelier change au fil du temps. La première parution de la série date du no 3825 du journal Spirou daté du 3 août 2011. En juin 2013, le premier album de la série est publié. Les dernières aventures mettant en scène la fermeture de l'atelier sont publiées dans le no 4196 du journal Spirou daté du 12 septembre 2018.

## Univers
Les gags  racontent des moments de vie des dessinateurs au sein de l'atelier, dans les festivals, en vacances... Les premiers gags voient Lewis Trondheim proposer à d'autres dessinateurs de former un atelier. La première génération de l'atelier se compose de Lewis Trondheim, Alfred, Guillaume Bianco, Julien Neel, Cyril Pedrosa, Yoann rapidement rejoints par Tébo. L'atelier se situe dans un immeuble d'une ville inconnue. À la suite d'une télé-réalité sur les dessinateurs de BD, les auteurs se retrouvent sans atelier avant de d'emménager dans les locaux des éditions Dupuis. Par la suite, les auteurs créent des plagiats de L'atelier Mastodonte avec la parution dans Spirou, pour quelques numéros, de L'atelier Colosse, L'atelier Molosse et L'atelier Boloss. Les membres de l'atelier ont un cri officiel, « Mastodonte power ! », auquel il faut répondre « graow ! ».

### Fermeture
En décembre 2018, BDzoom annonce que l'atelier ferme définitivement.

### Dessinateurs

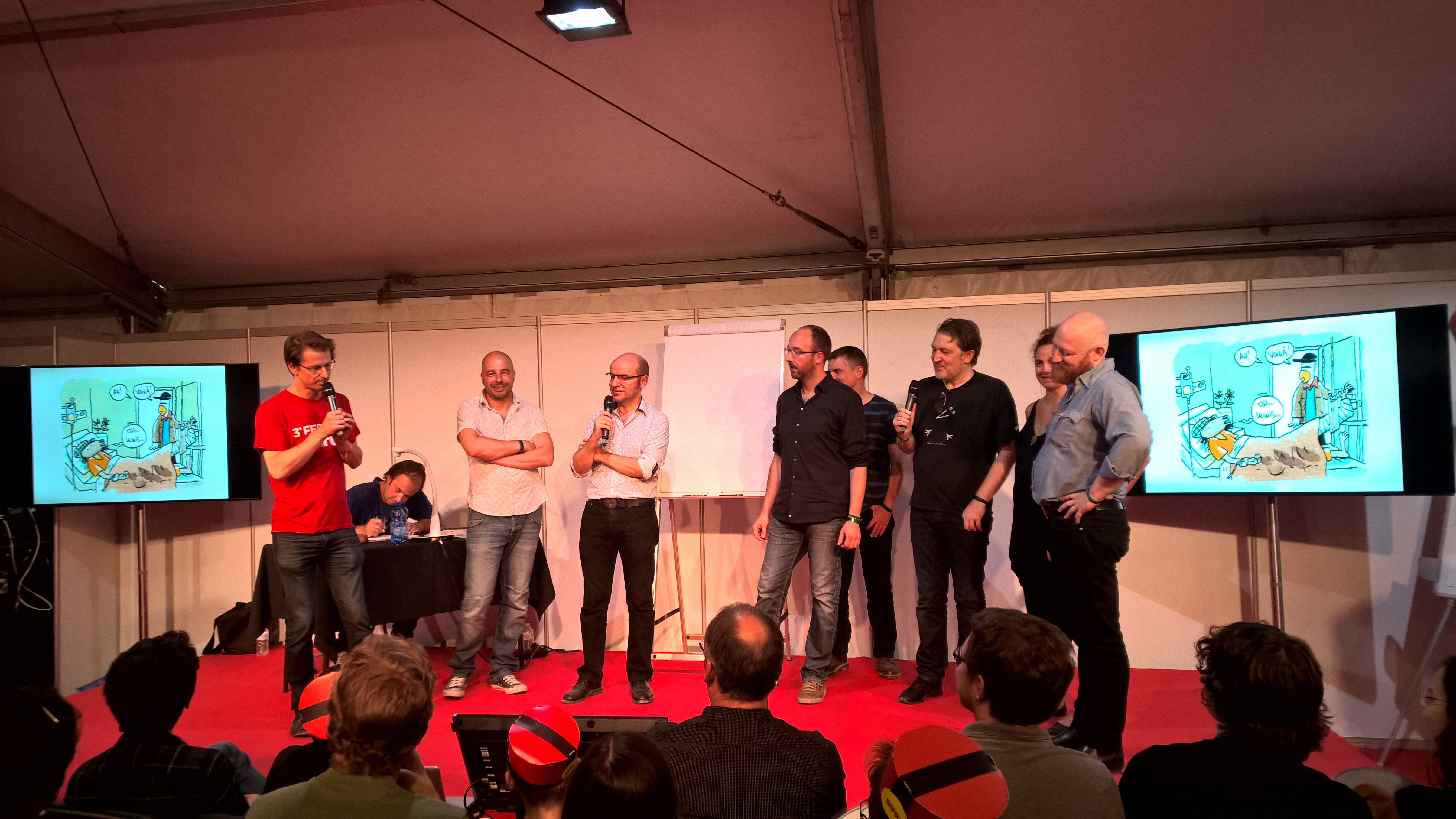
Une partie de l'équipe Mastodonte lors du festival Spirou 2016 (avec de droite à gauche : Yoann, Mathilde Domecq, Benoît Feroumont, Pascal Jousselin, Obion, Lewis Trondheim, Tébo, Nob et Frédéric Niffle le rédacteur en chef du journal Spirou.

Membres de l'atelier et premier numéro du journal Spirou auquel ils ont contribué :
- Lewis Trondheim, no 3825 du 3 août 2011.
- Alfred, no 3825 du 3 août 2011.
- Guillaume Bianco, no 3825 du 3 août 2011.
- Julien Neel, no 3825 du 3 août 2011.
- Cyril Pedrosa, no 3825 du 3 août 2011.
- Yoann, no 3825 du 3 août 2011.
- Tébo, no 3841 du 16 novembre 2011.
- Benoît Feroumont, no 3850 du 25 janvier 2012.
- Nob, no 3850 du 25 janvier 2012.
- Guillaume Bouzard, no 3850 du 25 janvier 2012.
- Nicolas Keramidas, no 3850 du 25 janvier 2012.
- Jérôme Jouvray, no 3938 du 2 octobre 2013.
- Obion, no 3939 du 9 octobre 2013.
- Pascal Jousselin, no 3947-3948 du 4 décembre 2013.
- Mathilde Domecq, no 3983 du 13 août 2014.
- Fabien Toulmé, no 4060 du 3 février 2016.
- Tofépi, no 4067 du 23 mars 2016.
- Dorothée de Monfreid, no 4111 du 25 janvier 2017.
- Nicoby, no 4132/4133 du 21 juin 2017.

Dessinateurs ayant dessinés ponctuellement dans l'atelier Mastodonte :
- Stan et Vince, no 3850 et 7 autres numéros.
- Bastien Vivès, no 3850.
- Delaf, no 3850.
- Olivier Buchet, no 3850.
- Frantico, no 3850.
- Michel Plessix, no 3850.
- Mathieu Sapin, no 3850, 3885 et 3942.
- Libon, no 3850 et 4045.
- Capucine, no 3850.
- Merwan, no 3850.
- Charles Berberian, no 3850.
- Dominique Bertail, no 3865 et 6 autres numéros.
- Ohm, no 3875.
- Stéphane Oiry, no 3956, 3961 et 3962.
- Mazan, no 3978.
- Aude Picault, no 3978.
- Ennef, no 4000.
- Fabien Vehlmann, no 4064.

### Personnages secondaires
Personnages secondaires autres que les dessinateurs (liste non exhaustive) : 
- Ramuald, marionnette à main, bleue, appartenant à Julien Neel.
- Walter, un chien noir appartenant à Yoann.
- Brigitte Findakly, coloriste et femme de Lewis Trondheim.
- Ranghène, un collectionneur fou voulant acheter à tout prix des originaux de BD.
- La fille d'Alfred.
- Frédéric Niffle, rédacteur en chef du journal Spirou.
- M. Caillez, comptable des éditions Dupuis essayant de réduire le coût de l'atelier.
- Sergio Honorez, directeur éditorial des éditions Dupuis.

## Publication

### Revues
Les gags sont publiés chaque mercredi dans l'hebdomadaire Spirou à raison de deux gags en demi-planche par numéro. La première apparition de la série date du no 3825 du 3 août 2011 dont elle fait également la couverture. La série fait également la couverture des no 3850, 3878, 3963, 3994 et 4050. Dans le no 3963 puis dans le no 3976-3977, une histoire en plusieurs pages est publiée.

### Albums
Les albums reprennent la quasi-totalité des gags publiés dans le journal Spirou. Chaque album est vendu dans un étui cartonné dont la couverture, représentant les auteurs de l'album, est faite par un dessinateur extérieur à l'atelier. La couverture de l'album est quant à elle dessinée par un membre de l'Atelier Mastodonte.
- L'Atelier Mastodonte, tome 1, Dupuis, juin 2013,  (ISBN 978-2800153698).

Auteurs : Alfred, Bianco, Neel, Pedrosa, Tébo, Trondheim, Yoann.

 Avec la collaboration de : Bouzard, Buchet, Delaf, Feroumont, Frantico, Keramidas, Libon, Nob, Plessix, Sapin, Stan et Vince, Vivès.

 Couverture de l'étui : Enki Bilal.

 Couverture : Trondheim.
- L'Atelier Mastodonte, tome 2, Dupuis, juin 2014,  (ISBN 978-2800161648).

Auteurs : Alfred, Bianco, Feroumont, Keramidas, Neel, Nob, Tébo, Trondheim, Yoann.

 Avec la collaboration de : Bertail, Bouzard, Ohm, Sapin, Stan et Vince.

 Couverture de l'étui : Miguel Díaz Vizoso du studio Peyo. Les auteurs sont représentés en Schtroumpfs.

 Couverture : Tébo.
- L'Atelier Mastodonte, tome 3, Dupuis, août 2015,  (ISBN 978-2800163505).

Auteurs : Alfred, Bianco, Bouzard, Feroumont, Jousselin, Jouvray, Nob, Obion, Tébo, Trondheim.

Avec la collaboration de : Bertail, Keramidas, Oiry.

 Couverture de l'étui : Adrien Noterdaem. Les auteurs sont représentés dans une version "Simpsonisée".

 Couverture : Nob.
- L'Atelier Mastodonte, tome 4, Dupuis, septembre 2016,  (ISBN 978-2800167039).

Auteurs : Alfred, Bianco, Domecq, Feroumont, Jousselin, Jouvray, Nob, Obion, Tébo, Trondheim.

Avec la collaboration de : Mazan, Neel, Bouzard. 

 Couverture de l'étui : Zep.

 Couverture : Jousselin.
- L'Atelier Mastodonte, tome 5, Dupuis, octobre 2017,  (ISBN 978-2800170411).

Auteurs : Alfred, Bianco, Domecq, Feroumont, Jousselin, Jouvray, Nob, Obion, Tofépi, Toulmé, Trondheim.

Avec la collaboration de : Boby, Frantico, Joos, Libon, Nadine, Planco, Tebo, Vehlmann, Yoann. 

 Couverture de l'étui : pas d'étui pour cet album, justifié de manière humoristique par le fait que le regretté Gotlib aurait dû le dessiner.

 Couverture : Obion.
- L'Atelier Mastodonte, tome 6, Dupuis, janvier 2019,  (ISBN 979-1034736836).

Auteurs : Alfred, Domecq, Feroumont, Jousselin, Jouvray, Monfreid, Nicoby, Nob, Obion, Toulmé, Trondheim.

Avec la collaboration de : Bertail, Boby, Bourhis, Bouzard, Libon, Niffle, Pedrosa, Tofépi, Vehlmann et aussi Bianco, Keramidas, Neel, Stan & Vince, Tebo, Yoann. 

 Couverture de l'étui : Lewis Trondheim.

 Couverture : Jérôme Jouvray.